# Steven Erikson
Steven Erikson (eredeti nevén Steve Rune Lundin) (Toronto, 1959. október 7. –) kanadai archeológus, antropológus, író.

## Életpályája
Torontóban született, Winnipegben nőtt fel. Egy időben Angliában élt feleségével és fiával, de azóta már visszatért Kanadába. Antropológus és régész végzettségű, és az Iowa Writers’ Workshop végzős hallgatója.
Az első fantasy regénye a Gardens of the Moon (1999) (magyarul A Hold udvara címmel jelent meg) képezi A Malazai Bukottak könyvének regéje c. sorozat első részét. A sorozat tíz részes, melyből nyolc jelent meg magyarul. Stílusához hozzátartoznak a bonyolult cselekményszálak, és a sok, különböző nézőpontú szereplő. A Malaza világot Steven Erikson és Ian Cameron Esslemont dolgozta ki, eredetileg egy szerepjáték helyszíneként szolgált.
Az eddigi könyvek a sorozatban irodalmi nyelvezettel, magas színvonalon íródtak, megállják helyüket mint külön regények, de ugyanakkor bonyolult szálak fűzik őket a többi részhez is. Erikson világosan leszögezte, hogy nem szeretné a hagyományos fantasy konvenciókat követni, és A Malazai Bukottak könyvének regéje sorozatnak egy 'in medias res' kezdetet adott, nem pedig egy hagyományos nyitással vezette fel. Kritikákat kapott már a sorozattal kapcsolatban, hogy nem közöl elegendő háttérinformációt a folyamatban lévő eseményekről.

## Eddigi könyvei

### A Malazai Bukottak könyvének regéje

#### A sorozat gerincét alkotó könyvek
- Gardens of the Moon (1999) – A Hold udvara
- Deadhouse Gates (2000) – Tremorlor kapuja
- Memories of Ice (2001) – A jég emlékezete
- House of Chains (2002) – A Láncok Háza
- Midnight Tides (2004) – Éjsötét áradat
- The Bonehunters (2006) – Csontvadászok
- Reaper's Gale (2007) – A Kaszás Vihara
- Toll the Hounds (2008) – Harangszó a kopókért
- Dust of Dreams (2009)
- The Crippled God (2011)

### A Malaz Elesettek könyve
- A Hold kertjei I-II (2022)

### The Kharkanas Trilogy
Forge of the Darkness (2012) – A sötétség kohója 
Fall of the Light (2016) – A fény bukása
Walk in shadow

### A Malaza világban játszódó további történetek
- Blood Follows (2002)
- The Healthy Dead (2004)
- The Lees of Laughter's End (2007)

### Egyéb regények
- Stolen Voices (1993), mint Steve Rune Lundin
- This River Awakens (1998), mint Steve Rune Lundin
- Fishin' with Grandma Matchie (2004)
- The Devil Delivered – novella (2005)

### Gyűjtemények
- A Ruin of Feathers (1991), mint Steve Rune Lundin
- Revolvo & Other Canadian Tales (1998), mint Steve Rune Lundin

### Magyarul megjelent művei
Az első magyarul megjelenő könyvet az Alexandra kiadó publikálta 2003-ban, amit Fehér Fatime fordított. A sorozat további négy könyve került kiadásra Fehér Fatime fordításában, majd a 2008-ban kiadott ötödik kötet (Csontvadászok) Tamás Gábor fordításával jelent meg. Az Alexandra kiadó nem tudta befejezni a teljes sorozat magyar kiadását, a 2014-ben megjelenő nyolcadik kötet (Harangszó a kopókért) volt az utolsó, amelyet a kiadó publikált.
Évekig kérdéses volt a sorozat jövője, végül a Delta Vision a sorozat teljes újrafordítását és a regények első könyvétől kezdődő kiadását kezdte el, A Malaz elesettek könyve címmel. Az első kötet publikálását a 2012-ben megjelenő előzménysorozat (Kharkanasz-trilógia) magyar kiadása előzte meg 2020-ban. 2022-ben az első könyv két kötetben került kiadásra A Hold kertjei I. címmel.
- A hold udvara. A malazai bukottak könyvének regéje; ford. Fehér Fatime; Alexandra, Pécs, 2003
- A jég emlékezete. A malazai bukottak könyvének regéje; ford. Fehér Fatime; Alexandra, Pécs, 2004
- Tremorlor kapuja. A malazai bukottak könyvének regéje; ford. Fehér Fatime; Alexandra, Pécs, 2004
- A láncok háza. A malazai bukottak könyvének regéje; ford. Fehér Fatime; Alexandra, Pécs, 2006
- Éjsötét áradat. A malazai bukottak könyvének regéje; ford. Fehér Fatime; Alexandra, Pécs, 2008
- Csontvadászok. A malazai bukottak könyvének regéje; ford. Tamás Gábor, versford. Kleinheincz Csilla; Alexandra, Pécs, 2009
- A kaszás vihara. A malazai bukottak könyvének regéje; ford. Tamás Gábor, versford. Kleinheincz Csilla; Alexandra, Pécs, 2010
- Harangszó a kopókért. A malazai bukottak könyvének regéje; ford. Tamás Gábor, versford. Kleinheincz Csilla; Alexandra, Pécs, 2014
- A sötétség kohója. A Kharkanasz-trilógia első könyve, 1-2.; ford. Tamás Gábor; Delta Vision, Bp., 2020
- A hold kertjei, 1-2. Malaz elesettek könyve; ford. Sziklai István, versford. Kleinheincz Csilla; Delta Vision, Bp., 2021

### Angol nyelvű interjúk
- Fantasy Book Review-interjú 2009 szeptemberéből Archiválva 2009. október 12-i dátummal a Wayback Machine-ben
- Interjú Steven Eriksonnal a wotmania.com-on
- Steven Erikson kérdezz&felelek a wotmania.com-on
- Interjú a sffworld.com-on